# Kolmogorovovy axiomy pravděpodobnosti
Kolmogorovovy axiomy pravděpodobnosti jsou základem jednoho z nejrozšířenějších pojetí teorie pravděpodobnosti. Dají se shrnout následovně:
Mějme množinu {\displaystyle \Omega } vybavenou σ-algebrou {\displaystyle {\mathcal {F}}}, tedy souborem podmnožin obsahujícím {\displaystyle \Omega } a uzavřeným na doplňky a spočetná sjednocení. Axiomatizujeme pravděpodobnost jako zobrazení, které každému prvku {\displaystyle F\in {\mathcal {F}}} přiřadí číslo {\displaystyle P(F)}:
1. Nezápornost: {\displaystyle (\forall F\in {\mathcal {F}})(P(F)\geq 0)}.
2. Normovanost: Pravděpodobnost celé množiny je rovná jedné, tedy {\displaystyle P(\Omega )=1}.
3. Aditivita na systému disjunktních množin: Pro libovolný spočetný soubor prvků {\displaystyle F_{i}\in {\mathcal {F}},i=1,2,\ldots } takový, že {\displaystyle F_{i}\cap F_{j}=\emptyset ,i\neq j} platí {\displaystyle P(\cup _{i=1}^{\infty }F_{i})=\sum _{i=1}^{\infty }P(F_{i})}.

Prvky {\displaystyle \omega \in \Omega } se nazývají elementární jevy, prvky {\displaystyle F\in {\mathcal {F}}} se nazývají náhodné jevy
První axiom zavádí pravděpodobnost jako nezápornou množinovou funkci na nějakém systému podmnožin {\displaystyle \Omega } a říká, že každému náhodnému jevu umíme přiřadit pravděpodobnost. Druhý axiom říká, že jev jistý má pravděpodobnost 1. Třetí axiom, takzvaná {\displaystyle \sigma }-aditivita pravděpodobnostní míry říká, že pravděpodobnost nejvýše spočetného sjednocení disjunktních náhodných jevů je rovna součtu pravděpodobností těchto jevů. To, že takové sjednocení náhodných jevů je opět náhodný jev je zaručeno tím, že {\displaystyle {\mathcal {F}}} je {\displaystyle \sigma }-algebra.
Přímé důsledky těchto axiomů jsou různé. Například z axiomů 2 a 3 přímo plyne, že každý náhodný jev má pravděpodobnost mezi 0 a 1, prázdná množina má pravděpodobnost 0. Ze třetího axiomu pak například plyne, že platí-li pro dva náhodné jevy {\displaystyle G\subset F}, pak {\displaystyle P(G)\leq P(F)} (monotonie).

## Diskuse
Kolmogorovova formalizace teorie pravděpodobnosti z r. 1933, popisující pravděpodobnost coby určitou „normovanou míru“, byla nadšeně přijata zejména matematiky. Existují však četné pravděpodobnostní problémy, zejména ve fyzice, které nelze přímo s pomocí Kolmogorovových axiomů zvládnout, nebo jen s velkými obtížemi. Podstatou obtíží je zvláště okolnost, že jak důležitý pojem podmíněné pravděpodobnosti, tak s ním související Bayesův teorém jsou v původní Kolmogorovově axiomatice poněkud cizorodé pojmy, které jsou vlastně přidávány teprve jako odvozené důsledky, či dokonce další nezávislé axiomy. Vybudování axiomatické teorie v duchu Kolmogorova, avšak přímo s užitím klíčového pojmu podmíněné pravděpodobnosti, provedl až Alfréd Rényi po r. 1954. Teprve s užitím podmíněných pravděpodobností a Bayesova teorému lze ovšem správně a přirozeně řešit celou řadu pravděpodobnostních problémů. Další významný koncepční krok učinili R. T. Cox a Edwin Jaynes, když ukázali, že součinové a součtové pravidlo pro podmíněné pravděpodobnosti matematicky vyplývá jako nutný důsledek z elementárních požadavků na bezespornost a jednoznačnost pravděpodobnostního kalkulu. Jaynesova koncepce teorie pravděpodobnosti, jako zobecnění logiky, klade součinové a součtové pravidlo pro podmíněné pravděpodobnosti za východisko.